# オタワ・フューリーFC
オタワ・フューリーFC（英語: Ottawa Fury FC）は、カナダのオタワを本拠地としていたプロサッカークラブ。2011年に発足。2017年よりUSLプロフェッショナルリーグに加盟。2019年シーズンを最後に解散した。

## 歴史
2011年6月にNASLは、2014年からオタワのクラブチームがリーグに参加することを発表。オタワ・スポーツ&エンターテイメント・グループ（Ottawa Sports and Entertainment Group）社がクラブのオーナーとして指名された。
2005年に創設され、USLプレミアデベロップメントリーグ（USL PDL）に所属していたオタワ・フューリー（Ottawa Fury SC）を受け継ぐ形で新チームがオタワ・フューリーFCとして発足した。
2019年にカナダ国内サッカーリーグ「カナダ・プレミアリーグ（CPL）」が創設されたことから起こる諸問題のため、2019年11月に解散となった。オタワ・フューリーFCが所有していたフランチャイズ権はマイアミFCに移管され、マイアミFCが2020年よりUSLプロフェッショナルリーグの参加権を得た。

## ホームスタジアム
オタワ・フューリーFCはオタワのランズダウン・パークにあるTDプレイス・スタジアム（旧名：フランク・クレア・スタジアム）を本拠地とすることが決定しているが、建設中のため2014年春季はカールトン大学のキース・ハリス・スタジアム（Keith Harris Stadium）で開催することとなった。

## 歴代監督
- マルク・ドス・サントス 2013-2015
- ジュリアン・デ・グズマン 2017（代行）

## 歴代所属選手
- ジュリアン・デ・グズマン 2015-2016
- マイケル・サラザール 2017-2018
- ドニール・ヘンリー 2018
- マクシム・クレポー 2018